# Huitième arrondissement électoral du Nord (Valenciennes) de 1821 à 1830
Le 8e arrondissement électoral du Nord était l'une des 8 circonscriptions législatives françaises que comptait le département du Nord pendant la Seconde Restauration.

## Description géographique et démographique
Le 8e arrondissement électoral du Nord était situé à la périphérie de l'agglomération valenciennoise. Située entre les arrondissements de Douai et d' Avesnes-sur-Helpe, la circonscription est centrée autour de la ville de Valenciennes. 
Elle regroupait les divisions administratives suivantes : Canton de Valenciennes-Nord ; Canton de Valenciennes-Est ; Canton de Valenciennes-Sud ; Canton de Saint-Amand-les-Eaux-Rive droite ; Canton de Saint-Amand-les-Eaux-Rive gauche ; Canton de Bouchain et le Canton de Condé-sur-l'Escaut.

## Historique des députations
| Législature    | Début de mandat  | Fin de mandat    | Député élu                    | Parti politique        | Observations                                             |
| -------------- | ---------------- | ---------------- | ----------------------------- | ---------------------- | -------------------------------------------------------- |
| 2e législature | 13 novembre 1822 | 24 décembre 1823 | Régis Merlin de Beaugrenier   | Majorité ministérielle |                                                          |
| 3e législature | 25 février 1824  | 5 novembre 1827  | Régis Merlin de Beaugrenier   | Majorité ministérielle |                                                          |
| 4e législature | 17 novembre 1827 | 31 mai 1830      | Jean-Baptiste Pas de Beaulieu | Majorité ministérielle | La chambre élue sera dissoute par le Roi le 16 mai 1830. |